# لويد يونغبولد
لويد يونغبلود (بالإنجليزية: Lloyd Youngblood) هو طبيب أعصاب أمريكي. شغل لويد منصب رئيس قسم جراحة المخ والأعصاب في مستشفى ميثوديست في سان أنطونيو، تكساس حتى ديسمبر 2002. وهو حاليًا نائب رئيس بنك ساوث تكساس للأعضاء.
قام يونغبلود بإجراء العديد من جراحات العنق على العديد من المصارعين المحترفين، بما في ذلك كيرت أنغل، وكريس بنوا، وآدم كوبلاند، وإيمي دوماس، وغريغوري هيلمز، وبوب هولي، وسكوتي تو هوتي، وتيست ورينو. كما عمل على نطاق واسع مع ستون كولد ستيف أوستن ومات وجيف هاردي.

## السيرة الذاتية
وُلد لونغبود في بومونت، تكساس في عام 1946، حصل يونغبلود على درجة بكالوريوس الآداب من جامعة رايس في عام 1969. تخرج مع مرتبة الشرف من كلية بايلور للطب في عام 1973 وأكمل فترة تدريبه كطبيب مقيم في مستشفى واشنطن العاصمة. بقي اونغبود في الجيش على مدى عشرين سنة، وأصبح مساعد رئيس قسم جراحة الأعصاب في لنداشتول التابع لجيش المركز الطبي الإقليمي في ألمانيا من عام 1979 إلى 1982 وأصبح رئيس قسم جراحة الأعصاب في مركز جيش بروك الطبي ، الاتبع لمستشفى فورت سام هيوستن في سان أنطونيو، تكساس من 1983 إلى 1989. تقاعد لونغبود من الجيش في عام 1989.
انضم يونغبلود في وقت لاحق إلى مستشفى ميثوديست في سان أنطونيو. في عام 2000، قام بإجراء استئصال الجزء الأمامي لفقرات العنق للمصارع المحترف «ستون كولد» ستيف أوستن، مما سمح له باستعادة لقب بطولة WWE الخاصة به وتمديد مسيرته الاحترافية في عالم مصارعة المحترفين 3 سنوات أخرى. في ذلك الوقت، كانت إصابة أوستن الأسوأ من نوعها التي شاهدها يونغبلود في حياته المهنية. أجرى يونغبولد في وقت لاحق عملية مماثلة على كريس بينوا، حيث قام بعملية جراحية استغرقت 4 ساعات تم تسجيلها ونقلها على العديد من قنوات المصارعة. ارتفعت شهرة يونغبولد بعد تلك العملية في أداء عمليات الرقبة، إذ أجرى بد ذلك الديد من عمليات دمج الفقرات علىآدم كوبلاند، وإيمي دوماس، وغريغوري هيلمز، وبوب هولي، وسكوتي تو هوتي، وتيست ورينو. ومات وجيف هاردي. كما أجرى يونغبولد عملية جراحية لغاري ديلون، مراسل محطة KENS التلفزيونية.
كان يونغبلود واحدًا من 2500 جراحًا للأعصاب وغيرهم من الخبراء الطبيين في الولايات المتحدة والدوليين الذين حضروا المؤتمر السنوي ال 50 لجراحى الأعصاب الذي تحدث خلاله الممثل مايكل جي فوكس عن معركته المستمرة مع مرض باركنسون والحاجة إلى استمرار البحوث الطبية على الحالة العصبية التنكسية في 27 سبتمبر، 2000.

## روابط خارجية
- No Holds Barred: Angle ready to rumble after neck injury[وصلة مكسورة]
- لويد يونغبولد على موقع IMDb (الإنجليزية)